# Gendai Budo
Gendai Budo  (jap.: 現代武道; Moderni budo), japanska riječ za moderne borilačke vještine, koje su oblikovane poslije japanskog razdoblja modernizacije tj. Meiji razdoblja (1868 - 1912). Aikido i Judo su primjeri Gendai Buda, vještine koje su nastale u moderno doba, dok iaido predstavlja modernizaciju prakse koja postoji stoljećima.
Temeljna razlika je, da se vještine Kobuda praktikuju onakve kakve su bile, kad im je osnovna svrha bila za ratovanje, dok je osnovna svrha Gendai Buda, samopoboljšanje, uz samoobranu kao sporednu stvar. Uz to, mnoge vještine Gendai Buda su uključili u vještine športski karakter. Judo i kendo su primjeri toga.

## Odlike
Za napredak u nekoj vještini Gendai Budo koristi Kyu-Dan stupnjevanje, dok u Kobudu ne postoji takav vid sustava. Stupnjevanje u Gendai Budu je zamijenilo stari način Kobuda, koji se najčešće koristio kroz različitih certifikate koje su učenici dobivali za postignuti napredak. Ne postoje ni zakletve ili obredi koji se moraju proći kako bi neko postao učenik te vještine. U Kobudu je to bila praksa. U većini današnjih Dojo-a svi su dobrodošli pod uvjetom da slijede osnovna pravila ponašanja, dok su instruktori Kobuda često koristili stroga uputstva pri prihvatanju kandidata. Primarna svrha Gendai Buda je duhovni i mentalni razvoj, dok je primjena tehnika sekundarna svrha.  

## Vanjske povezice
Gendai budo